# Risano (Capodistria)
Risano (in sloveno Rižana) è un insediamento di 141 abitanti situato nell'entroterra del comune sloveno di Capodistria, nell'Istria settentrionale.
Il paese è posto sulla strada che congiunge Capodistria a Cosina, a fondo valle, su una via di grande traffico. Ha di fronte a sé l'omonimo fiume e la ferrovia Bresenza-Capodistria, che la serve con la stazione di Risano. Oltre la ferrovia, si aprono le falde boscose di tre colli. Il traffico ha dato vitalità al paese che si è rinnovato con il restauro delle case.